# Питър Шилтън
Питър Лесли Шилтън (на английски: Peter Leslie Shilton) е бивш английски футболен вратар, роден на 18 септември 1949 г. в Лестър.
През дългогодишнта си кариера става носител на няколко рекорда – най-много мачове за националния отбор на Англия (125), най-много официални мачове в света (1390), най-много мачове на световно първенство без допуснат гол (10, заедно с Фабиен Бартез). Освен това той е един от малкото играчи, изиграли по над 100 мача за пет различни отбора. Постига най-големите си успехи с Нотингам Форест - двукратен носител на КЕШ, шампион на Англия, носител на Суперкупата на УЕФА и Купата на лигата на Англия. Носител на наградата за играч на годината през 1978 г., Офицер на Ордена на Британската империя и член на Английската футболна зала на славата.